# Classe Baynunah
Le corvette Classe Baynunah sono delle unità navale della Marina militare degli Emirati Arabi Uniti sviluppate sul progetto delle motocannoniere missilistiche tipo Combattante, una famiglia di unità litoranee d'attacco veloci tra le realizzazioni maggiormente apprezzate degli anni settanta realizzate dagli stabilimenti Constructions mécaniques de Normandie. 

## Caratteristiche
Il progetto di queste corvette polivalenti denominato Combattante BR70 è una delle ultime evoluzioni delle Combattante. Le Baynunah, lunghe 72 metri, raggiungono un dislocamento di 830 tonnellate, ed hanno un apparato motore costituito da quattro motori diesel e tre idrogetti; l'armamento è costituito da un cannone di medio calibro da 76mm della OTO Melara e due di piccolo calibro Rheinmetall MLG 27 da 27 mm, missili antinave a medio e lungo raggio MM 40 Exocet e ESSM e missili antiaerei RIM-116 Rolling Airframe Missile a lancio verticale. Molto evoluta è anche l'elettronica di bordo, che prevede anche un sonar antimine. Le unità prevedono anche l'imbarco di un elicottero AS.565SB Panther con relativo hangar.
Le unità di questa classe sono destinate prevalentemente a svolgere attività di pattugliamento e sorveglianza delle acque territoriali e della Zona economica esclusiva, il controllo dello spazio aereo e della superficie marittima, l'intercettazione di forze nemiche, la protezione dei porti.

## Costruzione
Il ministero della Difesa dell'emirato aveva siglato un contratto per la costruzione di quattro di queste unità il 24 dicembre 2003, cui è seguito un accordo per la costruzione di altre due unità siglato il 9 luglio 2005. L'accordo prevedeva la realizzazione della prima unità negli stabilimenti CMN in Francia e le rimanenti negli stabilimenti ADSB negli Emirati Arabi Uniti. La prima di queste navi, costruita in Francia e denominata Baynunah, è stata varata il 25 giugno 2009 ed è entrata in servizio nel 2011, mentre le successive tre, costruite su licenza nei cantieri ad Abu Dhabi, sono entrate in servizio tra il 2012 e il 2014. L'entrata in servizio di tutte le unità è avvenuta nel 2017. Il costo del programma stimato nel 2009 è di 3 miliardi di Dirham degli Emirati Arabi Uniti, pari a 591 milioni di Euro.

## Navi
| Distintivo ottico | Nome      | Ordinata | Cantiere         | Varo             | Entrata in servizio |
| ----------------- | --------- | -------- | ---------------- | ---------------- | ------------------- |
| P-171             | Baynunah  | 2003     | CMN - Cherbourg  | 25 giugno 2009   | 2011                |
| P-172             | Al Hessen | 2003     | ADSB - Abu Dhabi | 22 luglio 2010   | 2012                |
| P-173             | Al Dhafra | 2003     | ADSB - Abu Dhabi | 5 aprile 2011    | 2013                |
| P-174             | Meziad    | 2003     | ADSB - Abu Dhabi | 16 febbraio 2012 | 2014                |
| P-175             | Al Jahili | 2005     | ADSB - Abu Dhabi | 2013             | 2015                |
| P-176             | Al Hili   | 2005     | ADSB - Abu Dhabi | 2014             | 2017                |